# Mairé-Levescault
Mairé-Levescault è un comune francese di 581 abitanti situato nel dipartimento delle Deux-Sèvres nella regione della Nuova Aquitania.

## Società

### Evoluzione demografica
Abitanti censiti